# وكالة الاتحاد الأوروبي للسكك الحديدية
وكالة الاتحاد الأوروبي للسكك الحديدية هي وكالة داخل الاتحاد الأوروبي تقوم بتحديد المتطلبات الإلزامية لوكالات وشركات السكك الحديدية على شكل مواصفات فنية توافقية، يتم تطبقها في نظام السكك الحديدية الأوروبي.

## التاريخ
تأسست الوكالة في عام 2004 وبدأت عملها في عام 2006. تم تغيير اسمها في عام 2016 ، وأصبحت وكالة الاتحاد الأوروبي للسكك الحديدية.

## وصلات خارجية
- الموقع الرسمي